# Neophyllaphis viridis
Neophyllaphis viridis är en insektsart. Neophyllaphis viridis ingår i släktet Neophyllaphis och familjen långrörsbladlöss. Inga underarter finns listade i Catalogue of Life.